# Finalsatz
Unter einem Finalsatz (von lateinisch finis ‚Ziel, Ende‘; auch Zwecksatz, Absichtssatz oder Begehrsatz) versteht man in der Grammatik einen Nebensatz, der den Zweck, die Absicht oder das Ziel des im übergeordneten Satz genannten Sachverhalts angibt. Er gehört zu den Adverbialsätzen. Erfragbar ist er mit der Frage „Zu welchem Zweck?“
Finalsätze werden mit den Konjunktionen „damit“, „dass“, „auf dass“ (veraltet) oder „um“ (mit zu-Infinitiv) eingeleitet. Beispiele für Finalsätze:
- Er geht zum Arzt, damit er gesund wird.
- Sie hilft ihr, dass sie wieder auf die Beine kommt.[1]
- Er steckte eine Zigarette an, um seine Nervosität zu verbergen.
- Du wirst […] um Hilfe schreien, damit man mit Leitern komme und dich vor einer Taube rette, vor einer Taube! (Patrick Süskind)
- Ehre deinen Vater und deine Mutter […] auf dass dir’s wohlgehe und du lange lebest auf Erden (Eph. 6, 3 gemäß Lutherbibel 2017)

In gehobener Sprache steht nach damit und (auf) dass Konjunktiv I oder auch Konjunktiv II. Der Normalmodus jedoch ist heute der Indikativ, besonders in präsentischen Kontexten.
Um-zu-Sätze wurden in älteren Grammatiken oft nur als „Finalkonstruktionen“ bezeichnet. Als Infinitivkonstruktionen fehlt ihnen eine flektierte Verbform und ebenso zeigen sie kein Subjekt. Sie haben jedoch ebenfalls finale Bedeutung und sie werden, wie finite Sätze, durch eine Konjunktion eingeleitet (um). Man spricht in diesem Fall von einem satzwertigen Infinitiv (siehe auch unter Nebensatz#Infinitivsätze). Das Subjekt des Infinitivs ist mitverstanden und wird mit dem Agens des Hauptsatzes identifiziert.